# 11308 Tofta
11308 Tofta è un asteroide della fascia principale. Scoperto nel 1993, presenta un'orbita caratterizzata da un semiasse maggiore pari a 2,8478450 UA e da un'eccentricità di 0,0078166, inclinata di 1,20290° rispetto all'eclittica.